# Węgorzewo (powiat gnieźnieński)
Węgorzewo – wieś w Polsce położona w województwie wielkopolskim, w powiecie gnieźnieńskim, w gminie Kiszkowo.
W XIX w. wieś i dwór Węgorzewo albo Wengorzewo w ówczesnym powiecie gnieźnieńskim rejencji bydgoskiej prowincji poznańskiej.
W latach 1975–1998 miejscowość należała administracyjnie do województwa poznańskiego.
W Węgorzewie urodził się Tadeusz Pluciński (1893–1940), działacz niepodległościowy i oficer Wojska Polskiego.

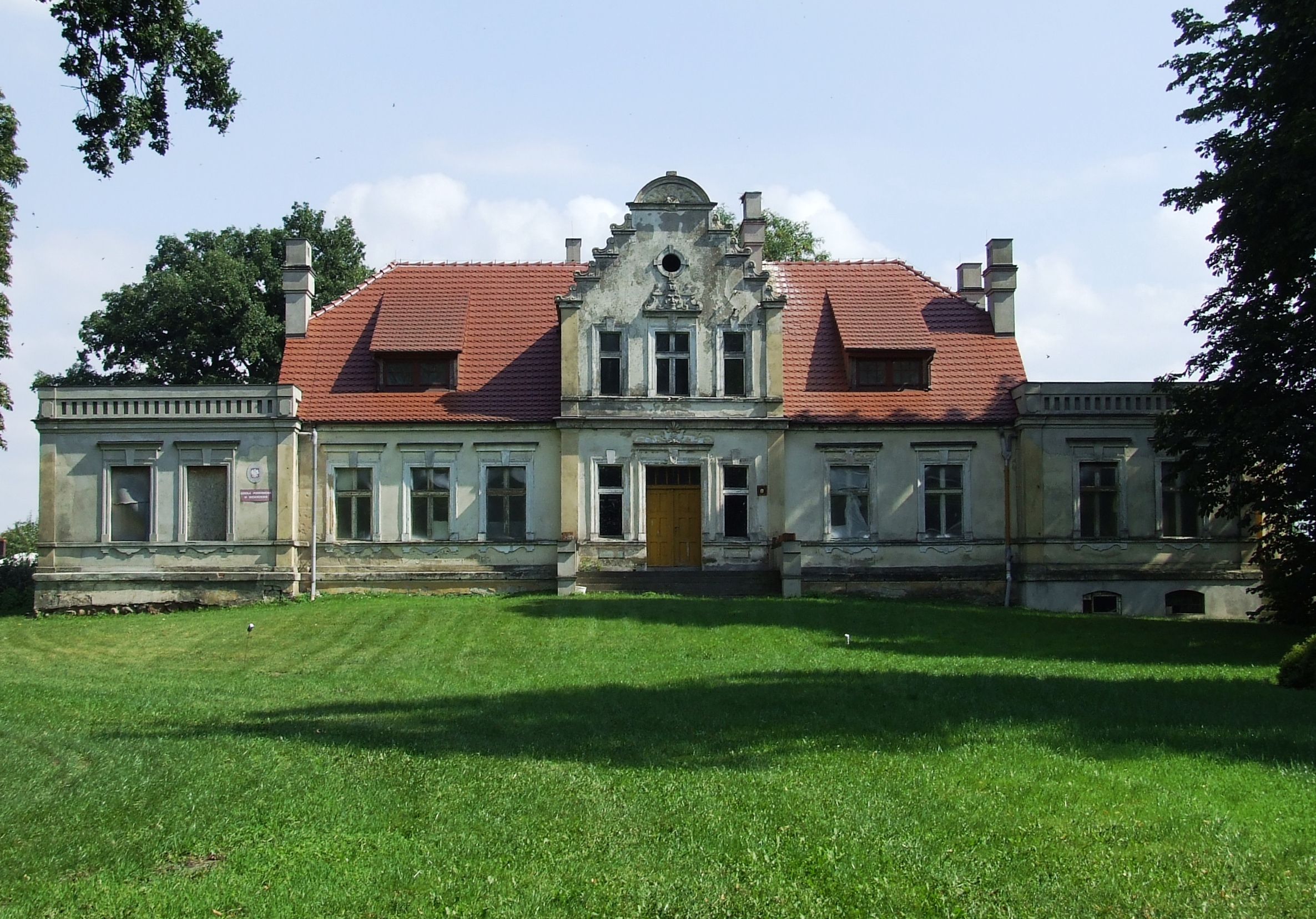
Zabytkowy dwór z przełomu XIX i XX wieku (WP/52/Wlkp/A)